# تیموفی کریتسکی
تیموفی کریتسکی (روسی: Тимофей Крицкий؛ زادهٔ ۲۴ ژانویهٔ ۱۹۸۷) دوچرخه‌سوار اهل روسیه است.